# Dikasterium für den Dienst der Nächstenliebe
Das Dikasterium für den Dienst der Nächstenliebe (auch Päpstlicher Wohltätigkeitsdienst, lateinisch Eleemosynaria Apostolica, italienisch Elemosineria Apostolica) ist eine Einrichtung der römischen Kurie. Sie unterstützt im Namen des Papstes die Bedürftigen und ist ihm direkt unterstellt. Sie verteilt apostolische Segen im Namen des Heiligen Vaters für spezielle Feiern, wie zum Beispiel Priesterjubiläen, Hochzeiten, Jubiläen von Vereinen. Sie werden normalerweise durch Schriftrollen oder Rechtsurkunden nach einem schriftlichen Antrag verschickt.
Mit Inkrafttreten der Apostolischen Konstitution Praedicate Evangelium am 5. Juni 2022 wurde sie zum dritten Dikasterium der Kurie und damit zu einer der höchsten Institutionen der katholischen Kirche aufgewertet. Die Leitung des Dikasteriums obliegt einem vom Papst ernannten Präfekten, dessen Amt laut Artikel 18 der Konstitution Praedicate Evangelium im Unterschied zu den meisten anderen leitenden Kurienämtern auch im Fall der Sedisvakanz des Heiligen Stuhls nicht erlischt.

## Amtsinhaber

### Päpstlicher Almosenier
- Mario Bovio (1621–1623)
- Agostino Oreggi (6. August 1623–28. November 1633 creato cardinale)
- Bartolomeo Oreggi (28. November 1633–1644)
- Virgilio Spada, C.O. (1644–1659)
- Francesco Ferrini (1659–?)
- Federico Caccia (15. Juli 1691–13. April 1693, später Erzbischof von Mailand)
- Alessandro Bonaventura (13. April 1693–7. Februar 1721)
- Ignazio Ferrante (8. Mai 1721–1722)
- Antonio Tasca (1722–1727)
- Nicola Saverio Albini (20. Januar 1727–11. April 1740)
- Teodoro Boccapaduli (April 1740–1777)
- Giuseppe Maria Contesini (1778–1784)
- Gregorio Bandi (17. Dezember 1787–10. April 1802)
- Francesco Bertazzoli (24. Mai 1802–10. März 1823, später Präfekt der Studienkongregation)
- Filippo Filonardi (16. Mai 1823–3. Juli 1826)
- Giovanni Soglia Ceroni (2. Oktober 1826–23. Juni 1834, dann Sekretär der Kongregation für Bischöfe und Religiosen)
- Lodovico Tevoli (23. Juni 1834–9. April 1856)
- Alberto Barbolani di Montauto (16. Juni 1856–29. Oktober 1857)
- Gustav Adolf zu Hohenlohe-Schillingsfürst (7. November 1857–22. Juni 1866)
- Xavier de Mérode (10. Juli 1866–11. Juli 1874)
- Alessandro Sanminiatelli Zabarella (31. Juli 1874–22. Dezember 1906)
- Augusto Silj (22. Dezember 1906–6. Dezember 1916, dann Vize–Kämmerer der Apostolischen Kammer)
- Giovanni Battista Nasalli Rocca di Corneliano (6. Dezember 1916–21. November 1921, dann Erzbischof von Bologna)
- Carlo Cremonesi (29. Dezember 1921–16. Dezember 1935)
- Giuseppe Migone (19. Dezember 1935–1. Januar 1951)
- Diego Venini (12. Januar 1951–16. Dezember 1968)
- Antonio Maria Travia (16. Dezember 1968–23. Dezember 1989)
- Oscar Rizzato (23. Dezember 1989–28. Juli 2007)
- Félix del Blanco Prieto (28. Juli 2007–3. November 2012)
- Guido Pozzo (3. November 2012–3. August 2013)
- Kardinal Konrad Krajewski (seit 3. August 2013)

### Präfekt
- Konrad Kardinal Krajewski (seit 5. Juni 2022)